# Sestroňovice
Sestroňovice (německy Sestronowitz) je malá vesnice, část obce Frýdštejn v okrese Jablonec nad Nisou. Nachází se asi 1,5 km na západ od Frýdštejna. Je zde evidováno 30 adres. Trvale zde žije 59 obyvatel.
Sestroňovice leží v katastrálním území Bezděčín u Jablonce nad Nisou o výměře 4,89 km2.

## Historie
První písemná zmínka o obci pochází z roku 1543.

## Pamětihodnosti
- Usedlost čp. 1 (památková ochrana nazahrnuje obytnou část)
- Boží muka, u čp. 6

## Fotogalerie

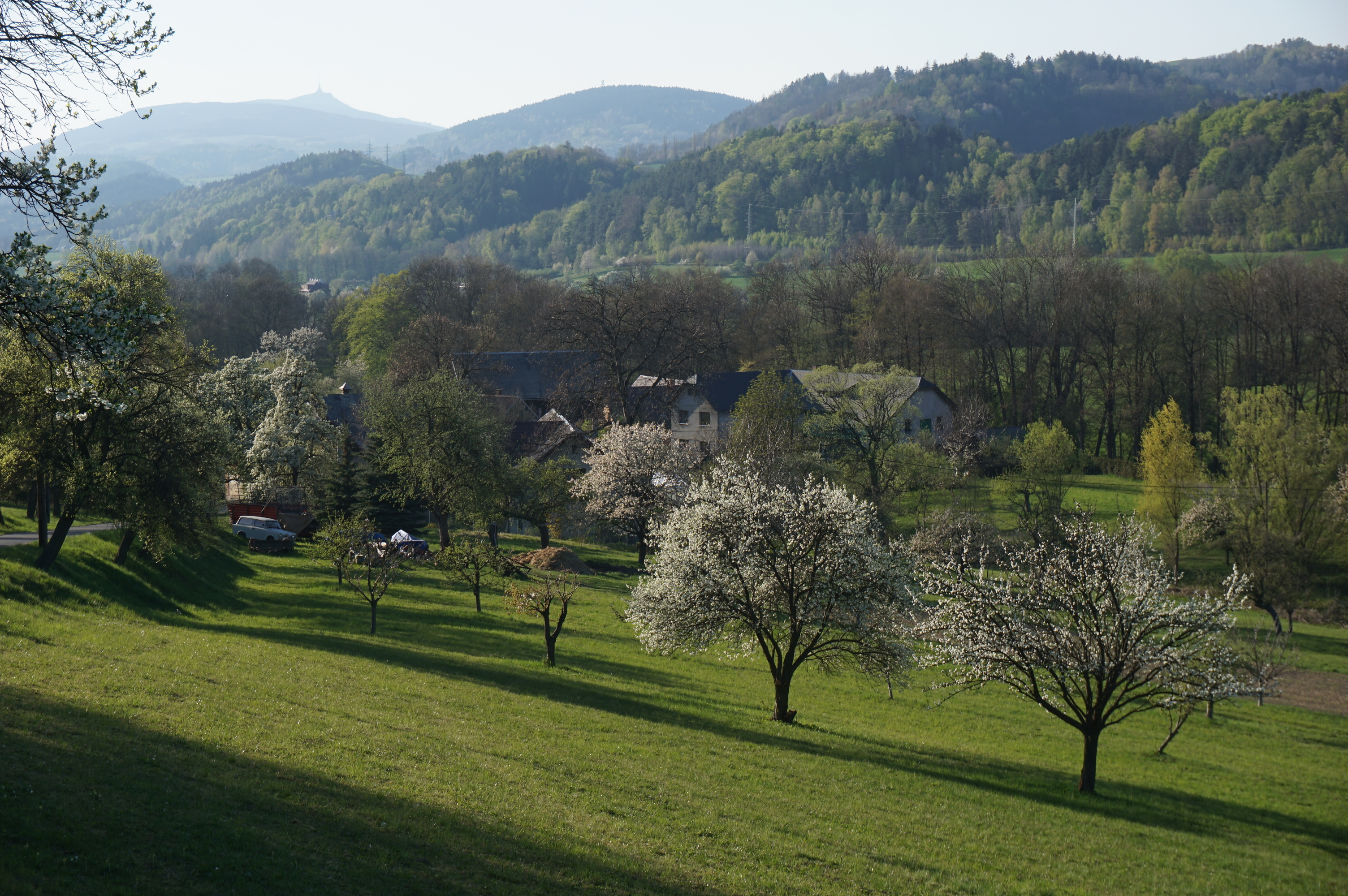
celkový pohled na ves od jihovýchodu
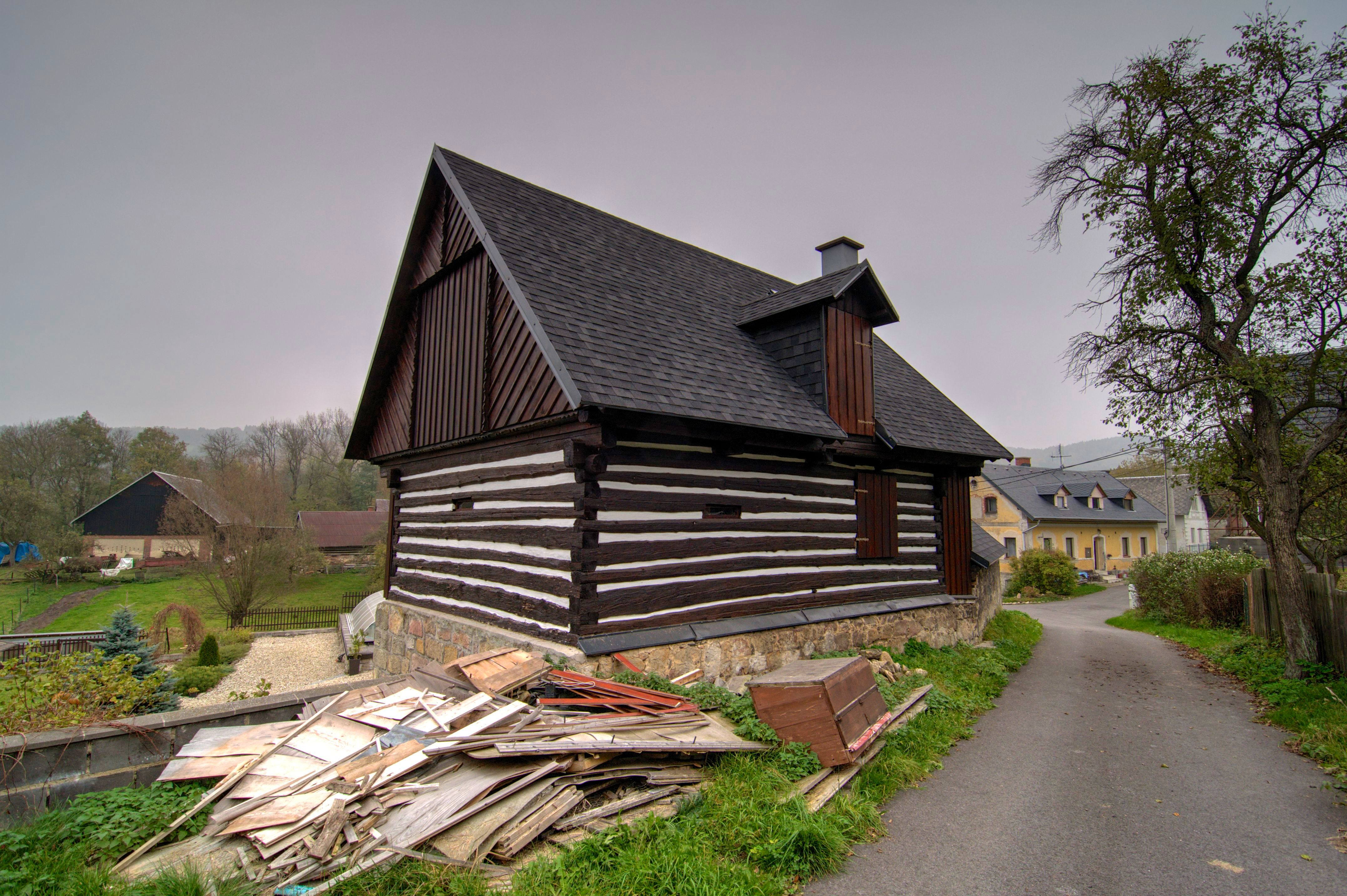
památkově chráněná usedlost čp. 1
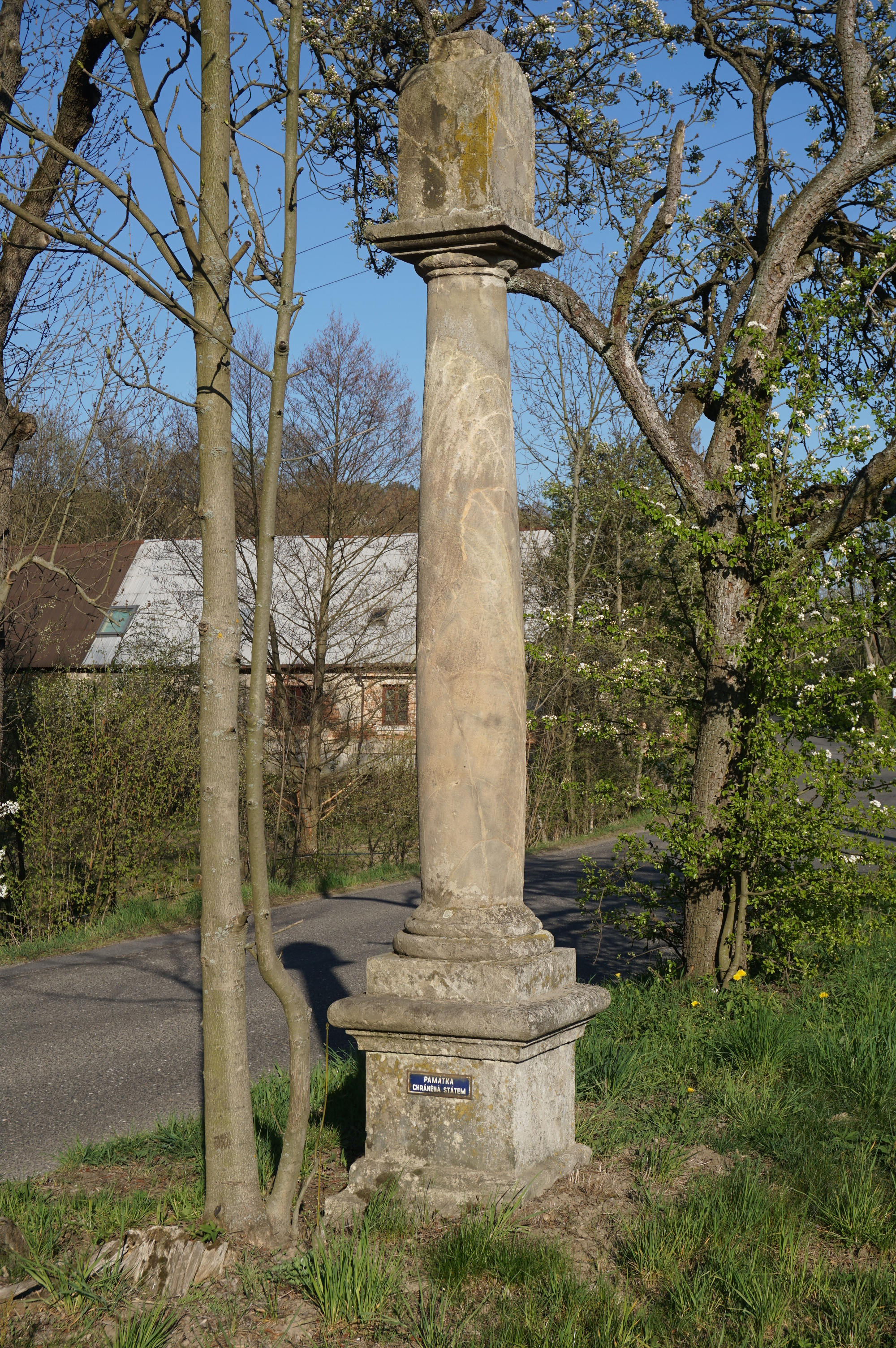
památkově chráněná boží muka
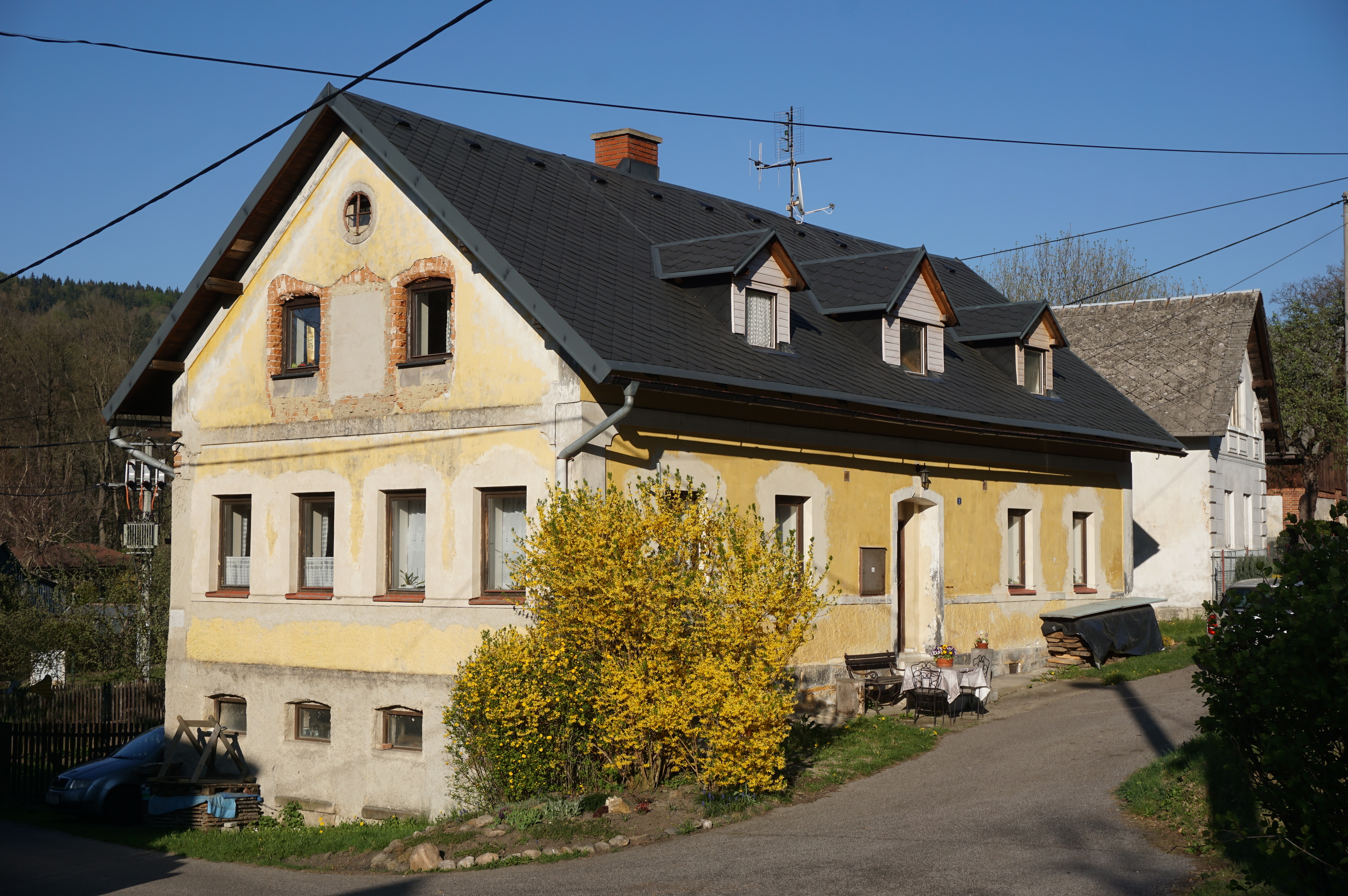
dům čp. 2
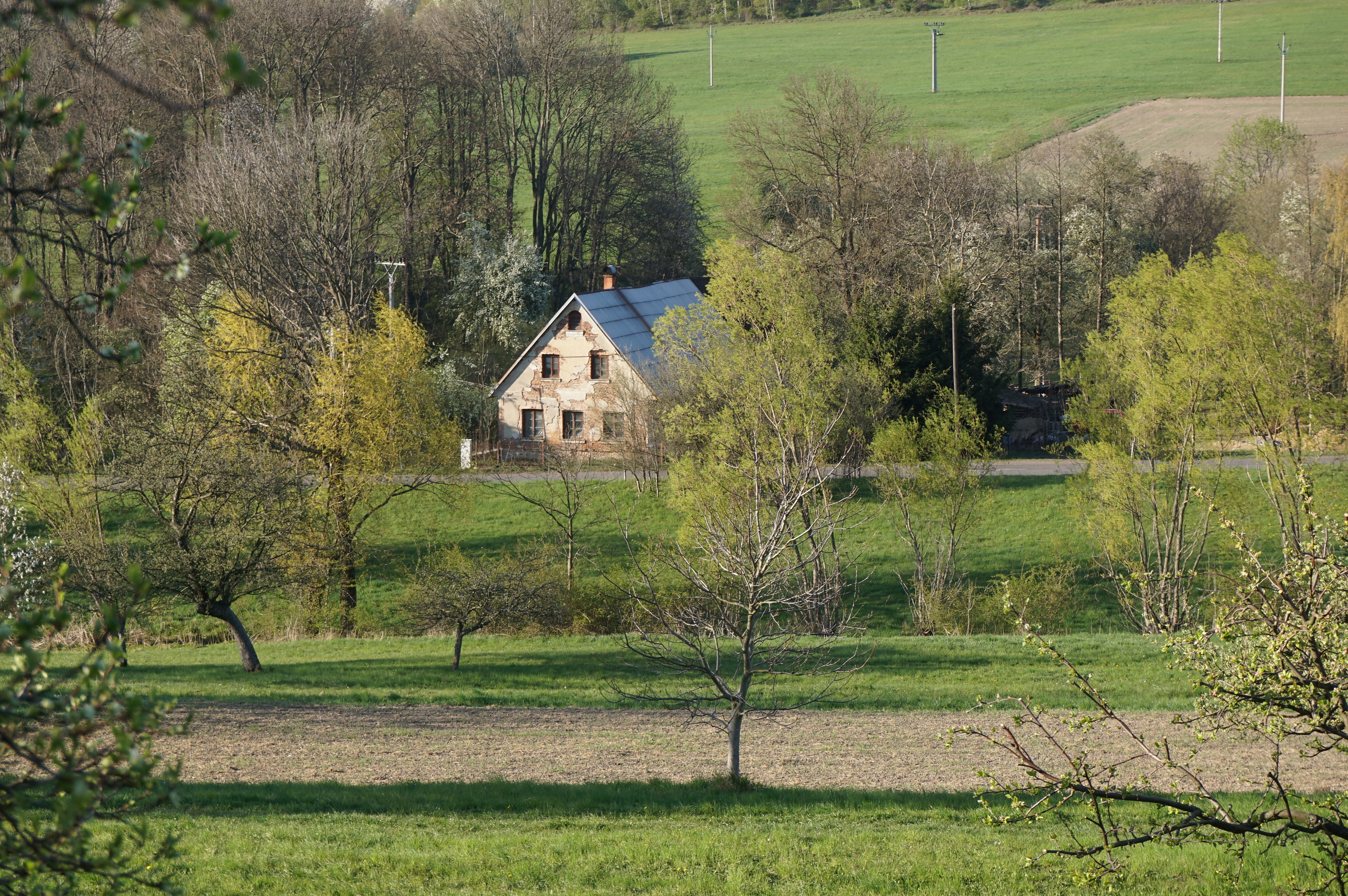
dům čp. 7 na severovýchodním okraji vsi